# Gortyna aureomaculata
Gortyna aureomaculata là một loài bướm đêm trong họ Noctuidae.